# 貴生川村
貴生川村（きぶかわむら）は滋賀県甲賀郡にあった村。現在の甲賀市水口町のうち杣川の右岸、野洲川の左岸にあたる。

## 地理
- 山岳：盆天山
- 河川：杣川、野洲川

## 歴史
- 1889年（明治22年）4月1日 - 町村制の施行により、虫生野村・宇川村・内貴村・北内貴村の区域をもって発足。各村名から一字ずつ取って（合成地名）貴生川村とした。
- 1942年（昭和17年）1月1日 - 北杣村と合併して貴生川町が発足。同日貴生川村廃止。

## 交通

### 鉄道路線
- 鉄道省
  - 草津線
  - 信楽線（現・信楽高原鐵道信楽線）
    - 貴生川駅
- 近江鉄道
  - 本線
    - 貴生川駅